# Сент-Круа-Гран-Тон
Сент-Круа́-Гран-Тон (фр. Sainte-Croix-Grand-Tonne) — коммуна во Франции, находится в регионе Нижняя Нормандия. Департамент коммуны — Кальвадос. Входит в состав кантона Тийи-сюр-Сёль. Округ коммуны — Кан.
Код INSEE коммуны — 14568.

## Население
Население коммуны на 2010 год составляло 295 человек.
| 1962 | 1968 | 1975 | 1982 | 1990 | 1999 | 2010 |
| ---- | ---- | ---- | ---- | ---- | ---- | ---- |
| 297  | 318  | 291  | 287  | 328  | 293  | 295  |

## Экономика
В 2010 году среди 221 человека трудоспособного возраста (15—64 лет) 163 были экономически активными, 58 — неактивными (показатель активности — 73,8 %, в 1999 году было 81,1 %). Из 163 активных жителей работали 157 человек (96 мужчин и 61 женщина), безработных было 6 (1 мужчина и 5 женщин). Среди 58 неактивных 22 человека были учениками или студентами, 23 — пенсионерами, 13 были неактивными по другим причинам.